# BLVD
BLVD è l'album d'esordio omonimo della band canadese Boulevard, uscito nel 1988. Lo stile musicale della formazione è molto vicino a quello dei Toto, Mr. Mister, Glass Tiger.
Da questo disco sono stati estratti quattro singoli (Dream On, Never Give Up, Far from Over e In the Twilight), per due dei quali sono stati realizzati anche i videoclip.
In Italia il brano Never Give Up ha ottenuto un buon riscontro radiofonico.
Nel 2010 l'album è stato rimasterizzato e ripubblicato in edizione limitata a soli 2000 esemplari.

## Tracce
1. Dream On – 3:40
2. Far From Over – 4:08
3. Western Skies – 3:41
4. Never Give Up – 4:40
5. In the Twilight – 5:00
6. When the Lights Go Down – 4:04
7. Under the Moonlight – 3:33
8. You and I – 3:59
9. Missing Persons – 4:05
10. You're For Me – 4:20

## Formazione
- David Forbes - voce
- Randy Gould - chitarra
- Mark Holden - sassofono
- Randy Burgess - basso
- Jerry Adolphie - batteria
- Andrew Johns - tastiera